# Lacres
Lacres é uma comuna francesa na região administrativa de Altos da França, no departamento de Pas-de-Calais. Estende-se por uma área de 8,23 km². Em 2010 a comuna tinha 249 habitantes (densidade: 30,3 hab./km²).